# Gīshnū
Gīshnū (persiska: گیشنو) är en ort i Iran.   Den ligger i provinsen Hormozgan, i den sydöstra delen av landet, 1 100 km sydost om huvudstaden Teheran. Gīshnū ligger 13 meter över havet och antalet invånare är 109.
Terrängen runt Gīshnū är mycket platt.Runt Gīshnū är det ganska glesbefolkat, med 25 invånare per kvadratkilometer. Närmaste större samhälle är Mīnāb, 11,0 km öster om Gīshnū. Omgivningarna runt Gīshnū är i huvudsak ett öppet busklandskap.